# 살인 영장
《살인 영장》(The Valachi Papers)은 이탈리아에서 제작된 테렌스 영 감독의 1972년 범죄, 드라마 영화이다. 찰스 브론슨 등이 주연으로 출연하였고 디노 드 로렌티스 등이 제작에 참여하였다.

## 출연

### 주연
- 찰스 브론슨
- 알레산드로 스펠리

### 조연
- 리노 벤추라
- 질 아일랜드
- 월터 치아리
- 조셉 와이즈먼
- 제랄드 S. 오러프린
- 아메데오 나자리
- 파우스토 토지
- 푸펠라 마지오
- 안젤로 인판티
- 귀도 레온티니
- 마리아 박사

## 기타
- 미술: 마리오 가르버글리아
- 의상: 조지오 데시데리
- 의상: 앤 로스